# Harry Williams
Harry Williams (Sydney, 7 de maio de 1951) é um ex-futebolista australiano que atuava como zagueiro. Foi o primeiro aborígene a jogar pela seleção australiana.

## Carreira
Williams competiu na Copa do Mundo FIFA de 1974, sediada na Alemanha, na qual a seleção de seu país terminou na décima quarta colocação dentre os 16 participantes.